# رسوایی جنسی در دبیرستان دکتر معین
رسوایی جنسی در دبیرستان دوره اول دکتر معین رویدادی است که در اوایل خرداد ۱۳۹۷ رسانه‌ای شد. معاون دبیرستان دوره اول پسرانه دکتر معین (در بلوار مرزداران منطقه ۲ تهران) به آزار جنسی دانش‌آموزان می‌پرداخت. این معاون انضباطی با شکایت بیش از ۴۰ نفر از اولیای دانش‌آموزان از سوی پلیس امنیت ایران بازداشت شد.

## واکنش‌ها
پس از دستگیری متهم، سید علی خامنه‌ای طی نامه‌ای خطاب به رئیس قوه قضاییه، نوشت: «خبر جنایت در یکی از مدارس غرب تهران موجب اندوه و تأسف شد. مقتضی است پس از محاکمه سریعاً حدود الهی را در رابطه با محکومان اجرا نمایید.» سپس صادق لاریجانی این دستور اکید را حاکی از دغدغهٔ رهبری دانست، و به رئیس کل دادگستری استان تهران «اجرای حکم مقتضی بدون هیچ اغماضی» را دستور داد.

## متهم
متهم م. ح معاون انضباطی مدرسه معین است که ۲۸ ساله می‌باشد. متأهل و یک فرزند دارد و در زندان به سر می‌برد. این فرد برای نخستین سال در این مدرسه حضور یافت و سال‌های قبل در منطقه ۶ آموزش وپرورش شهر تهران مشغول به کار بوده‌است. ناصر کوهستانی مدیر آموزش و پرورش منطقه ۲ شهر تهران گفت: این فرد گزینش شده بود و از منطقۀ دیگری امسال به منطقه دو و این مدرسه آمده‌است و مدرسه با این تصور که او یک مهرۀ قوی است و می‌تواند به مدرسه کمک کند او را جذب کرده‌است.

## شرح اقدامات انجام شده
مشاور و بازرس ویژه وزارت آموزش و پرورش در پرونده آزار و اذیت دانش‌آموزان یکی از مدارس شهر تهران، گفت: احتمال اینکه مدیر مدرسه در جریان موضوع بوده بسیار ضعیف است و او باید مراقبت و نظارت بیشتری را اعمال می‌کرد تا این اتفاق رخ ندهد و به‌دلیل همین ضعف نظارت‌ها در انجام وظایفش، عزل شده‌است.